# Male ordinate
Male ordinate è un'espressione utilizzata in araldica per tre pezze poste una su due.

## Caratteristiche
Quando su uno scudo sono rappresentate tre pezze (o figure) della stessa natura, la loro posizione ordinaria, che non ha quindi bisogno di essere blasonata, presenta le prime due affiancate in orizzontale e la terza più in basso al centro. L'espressione male ordinate si riferisce pertanto alla posizione simmetrica di quella ordinaria.

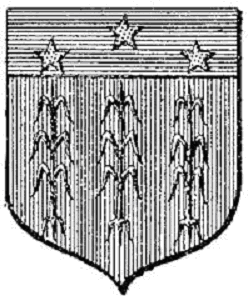
Tre stelle male ordinate nel capo
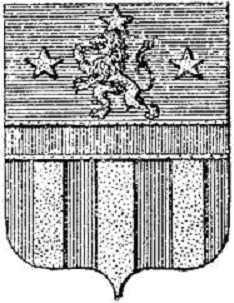
Tre stelle male ordinate
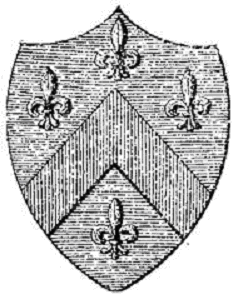
Tre gigli male ordinati nel capo
Tre stelle male ordinate (stemma di Rümikon, Svizzera)
Tre stelle male ordinate (Stüsslingen, Svizzera)
Tre stelle male ordinate (Truccazzano)
Di verde, a tre gigli male ordinati d'argento (Montfaucon, Francia, XVII sec.)
Tre crescenti male ordinati (famiglia Tupigny de Bouffé, Francia)